# Сила Кролла
Сила Кролла (англ. The Power of Kroll) — пятая серия шестнадцатого сезона британского научно-фантастического телесериала «Доктор Кто», состоящая из четырех эпизодов, которые были показаны в период с 23 декабря 1978 года по 13 января 1979 года, а также являющаяся пятой в общей сюжетной линии сезона, называющейся «Ключ времени».

## Сюжет
Доктор и Романа прибывают на третью луну Дельта Магны в поисках пятого фрагмента Ключа времени и оказываются посреди конфликта между работниками метановой фабрики и местными, которых называют болотниками. Последние утверждают, что рабочие потревожили воды и навлекли на всех гнев Кролла. Кроллом оказывается гигантский кальмар, который выходит на поверхность каждые несколько столетий. Будучи нормального размера, он попал под влияние фрагмента Ключа, вырос до гигантских размеров и стал богом для болотников и их потомков.
Кролл просыпается и начинает нападать и на болотников, и на фабрику. С помощью локатора Доктор уничтожает Кролла и получает фрагмент ключа, а также спасает обитателей планеты. Вместе с Романой он возвращается на ТАРДИС и отбывает.

## Трансляции и отзывы
| Эпизод      | Дата показа     | Продолжительность | Телезрители (в миллионах) |
| ----------- | --------------- | ----------------- | ------------------------- |
| «Часть 1»   | 23 декабря 1978 | 23:16             | 6,5                       |
| «Часть 2»   | 30 декабря 1978 | 23:57             | 12,4                      |
| «Часть 3»   | 6 января 1979   | 21:56             | 8,9                       |
| «Часть 4»   | 13 января 1979  | 21:58             | 9,9                       |
| [ 1 ] [ 2 ] |                 |                   |                           |

## Интересные факты
- В этой серии единственный раз на экране появляется Джон Лисон, голос K-9. Здесь он играет роль Дагина, одного из служащих фабрики. Сам K-9 в серии не появляется.